# Аль-Банна, Гамаль
Гама́ль аль-Банна́ (араб. جمال البنا‎; 15 декабря 1920 — 30 января 2013) — младший брат Хасана аль-Банна (1906—1949), основателя движения Братьев-мусульман. В отличие от своего брата, Гамаль придерживался либеральных взглядов и известен своей критикой исламских традиционных сборников хадисов. Отверг более шестисот хадисов из Сахиха аль-Бухари и Муслима, треть из которых повторяются, противоречащих, по его мнению, утверждённым в Коране свободам и терпимости. Гамаль аль-Банна также был двоюродным дедом известного швейцарского мусульманского проповедника Тарика Рамадана.

## Биография
Гамаль аль-Банна родился в 1920 году в Махмудии. Он был младшим братом Хасана аль-Банна, основателя движения Братьев-мусульман. Его отец проводил много времени по сбору и классификации хадисов. В детстве он был слабым и болезненным, поэтому он часто проводил время со своим отцом. По окончании средней школы он отказался продолжать обучение в университете и решил начать карьеру писателя.

## Взгляды
Гамаль аль-Банна придерживался рационалистических, гуманистических, феминистических, анти-авторитарных и либеральных взглядов. Как политический мыслитель и социальный реформатор он принимает антикапиталистические позиции и может рассматриваться в качестве демократического социалиста.
Исламское возрождение
Гамаль аль-Банна попытался объяснить «истинный» ислам с рационалистических позиций. В книге Да‘ва аль-Ихйа аль-ислами (Призыв к возрождению ислама) он призывал мусульман не полагаться на традиционные мнения исламских богословов, а сформировать собственное мнение с помощью Корана и разума. Считая Коран подлинным словом Бога, он критиковал много достоверных хадисов и считал, что мусульмане должны доверять только той части Сунны, которая не противоречит Корану или разуму.